# Marty Supreme
Pour plus de détails, voir Fiche technique et Distribution.
Marty Supreme est film américain réalisé par Josh Safdie et dont la sortie est prévue en 2025. Il s'agit d'une libre adaptation de la vie du champion de tennis de table américain Marty Reisman. Le long métrage met en scène Timothée Chalamet, Gwyneth Paltrow, Odessa A'zion, Abel Ferrara, Tyler, The Creator, Fran Drescher et Sandra Bernhard.
Depuis l'annonce de leur séparation en 2024, il s'agit du deuxième film que Josh Safdie réalise sans son frère, Benny Safdie — le premier étant The Pleasure of Being Robbed — sorti en 2008.

## Synopsis
New-York, années 1950. Marty Mauser, un jeune idéaliste méprisé par tous pour ses ambitions, traverse l’enfer et en revient, toujours déterminé à atteindre la grandeur.

## Fiche technique
Sauf indication contraire, les informations mentionnées dans cette section peuvent être confirmées par les bases de données cinématographiques IMDb et Allociné,  présentes dans la section « Liens externes ».
- Titre original : Marty Supreme
- Réalisation : Josh Safdie
- Scénario : Josh Safdie et Ronald Bronstein
- Musique : N/A
- Direction artistique : N/A
- Décors : Jack Fisk
- Costumes : Miyako Bellizzi
- Photographie : Darius Khondji
- Montage : Ronald Bronstein
- Production : Ronald Bronstein, Eli Bush, Timothée Chalamet, Anthony Katagas et Josh Safdie
  - Coproduction : Samson Jacobson et John Paul Lopez-Ali
- Sociétés de production : A24, Elara Pictures et IPR.VC
- Sociétés de distribution : A24 (États-Unis), Metropolitan (France)[1]
- Pays de production :  États-Unis
- Langue originale : anglais
- Budget : 70 millions de dollars
- Genre : comédie, sport
- Durée : N/A
- Dates de sortie : Dates sujettes à modification
  - États-Unis : 25 décembre 2025
  - France : 18 février 2026[1]

## Distribution
- Timothée Chalamet : Marty Mauser
- Gwyneth Paltrow
- Odessa A'zion
- Fran Drescher
- Sandra Bernhard
- Abel Ferrara
- Tyler, The Creator
- Spenser Granese
- Penn Jillette
- Kevin O'Leary
- Cody Kostro
- Philippe Petit

## Production

### Développement
En décembre 2023, Timothée Chalamet révèle en  interview que son prochain projet sera un film consacré au sport de tennis de table, initialement envisagé comme une réalisation par les frères Safdie.
L’année suivante, Benny Safdie confirme qu’il ne coréalisera plus de films avec son frère Josh, chacun ayant décidé de poursuivre une carrière solo. En juillet 2024, Variety a annoncé que Chalamet tiendrait le rôle principal dans un film réalisé par Josh Safdie, intitulé Marty Supreme. Le scénario, coécrit avec Ronald Bronstein, s’inspire du joueur de tennis de table américain Marty Reisman, bien que des sources proches de la production aient précisé qu’il s’agissait d’une œuvre de fiction originale plutôt que d’un biopic.
Le budget du film s’élève à 70 millions de dollars, faisant de Marty Supreme le film le plus coûteux jamais produit par A24, devant Civil War sorti en 2024.

### Attribution des rôles
En mars 2025, Gwyneth Paltrow rejoint le projet, suivie de Tyler, The Creator, Abel Ferrara, Odessa A'zion ou le magicien Penn Jilette.
Le directeur de la photographie Darius Khondji indique que le film fera appel à environ 140 acteurs non professionnels, parmi lesquels le funambule français Philippe Petit.

### Tournage
Le tournage débute à New York le 23 septembre 2024, dans des décors typiques des années 1950[Où ?]. Le tournage s’est achevé le 5 décembre, suivi d’une phase supplémentaire au Japon en février 2025.
Le film est tourné en 35 mm par le directeur de la photographie Darius Khondji.
Josh Safdie a encouragé son acteur principal à réaliser lui-même certaines cascades. Pour modifier subtilement son apparence, le réalisateur lui a fait porter des lunettes de vue par-dessus des lentilles de contact, ce qui aurait temporairement affecté sa vision.
Timothée Chalamet s’est également préparé intensivement pour les scènes de tennis de table. Il s’est entraîné pendant plusieurs mois, guidé par les anciens champions Diego Schaaf et Wei Wang.

## Sortie
La sortie américaine est prévue pour le 25 décembre 2025.